# Emily Hamilton
Pour les articles homonymes, voir Hamilton.
Emily Hamilton (née Emily Beevers le 24 mai 1971 à Londres) est une actrice anglaise de télévision et de cinéma.

## Biographie
Depuis septembre 2001, elle est mariée a Tristan Gemmill.

## Filmographie
- 1994 : Wycliffe (téléfilm) : Jean Lander
- 1994 : Chandler & Co (téléfilm) : Hannah Price
- 1995 : The Buccaneers (téléfilm) : Lady Georgina
- 1995 : Capital Lives (téléfilm) : Marina
- 1995 : Haunted : Mary
- 1996 : Inspecteur Wexford (The Ruth Rendell Mysteries) (téléfilm) : Sophie Riding
- 1996 : The Girl (téléfilm) : Margaret Thornton
- 1996 : September (téléfilm) : Alexa
- 1997 : Holding On (téléfilm) : Tina
- 1997 : The Ruby Ring (téléfilm) : Lucy
- 1997 : Hetty Wainthropp Investigates (téléfilm) : Caroline Langley
- 1998 : Affaires non classées (téléfilm) : Louise Thomas
- 1998 : The Grand (téléfilm) : Christina Lloyd-Price
- 1998 : Verdict (téléfilm) : Sarah Dixon
- 1999 : La Dynastie des Carey-Lewis : Nancherrow (Nancherrow) (téléfilm) : Jess
- 1998-1999 : City Central (téléfilm) : Lucy Barnard
- 2000 : Urban Gothic (téléfilm) : Tyler
- 2000 : Headless (téléfilm) : Imogen Krelborn
- 2000 : David Copperfield (téléfilm) : Agnès Wickfield
- 2001 : Phoenix Blue : Rachel
- 2001 : He Died with a Felafel in His Hand : Sam
- 2002 : Always and Everyone (téléfilm) : Saskia Walker
- 2002 : Et alors ? (téléfilm) : Rachel
- 2003 : Mère Teresa de Calcutta (Madre Teresa) (téléfilm) : Anna
- 2003 : Hans Christian Andersen: My Life as a Fairy Tale (téléfilm) : Jette / la petite sirène
- 2004 : To a Poem
- 2005 : Making Waves (téléfilm) : Lt. Cdr. Jenny Howard
- 2005 : Casualty (téléfilm) : Sarah Wincott
- 2006 : The Memsahib : Grace Roberts/Asha Randall
- 2007 : Inspecteur Barnaby (téléfilm) : Léonie Charteris
- 2007 : Personal Spectator
- 2008 : Filth: The Mary Whitehouse Story (téléfilm) : Miss Tate
- 2007-2009 : The Bill (téléfilm) : Dr Julia Bickham
- 2009 : The Queen (téléfilm) : princesse Diana
- 2010 : Perfect Life : Vera
- 2010 : Casualty (téléfilm) : Julie Chester